# 巴林岩
巴林岩（挪威語：Balin Rocks）是南極洲的岩石，位於南奧克尼群島，處於西格尼島東部，毗鄰海岬巴林角，挪威的捕鯨船長把該岩石命名並繪入地圖。
60°42′S 45°36′W / 60.700°S 45.600°W
 本条目引用的公有领域材料来自美国地质调查局的文档《巴林岩》 （資料來自地名信息系统）。